# RAS Holding
Die RAS Holding S.p.A. war ein italienischer Versicherungskonzern mit Sitz in Mailand. 

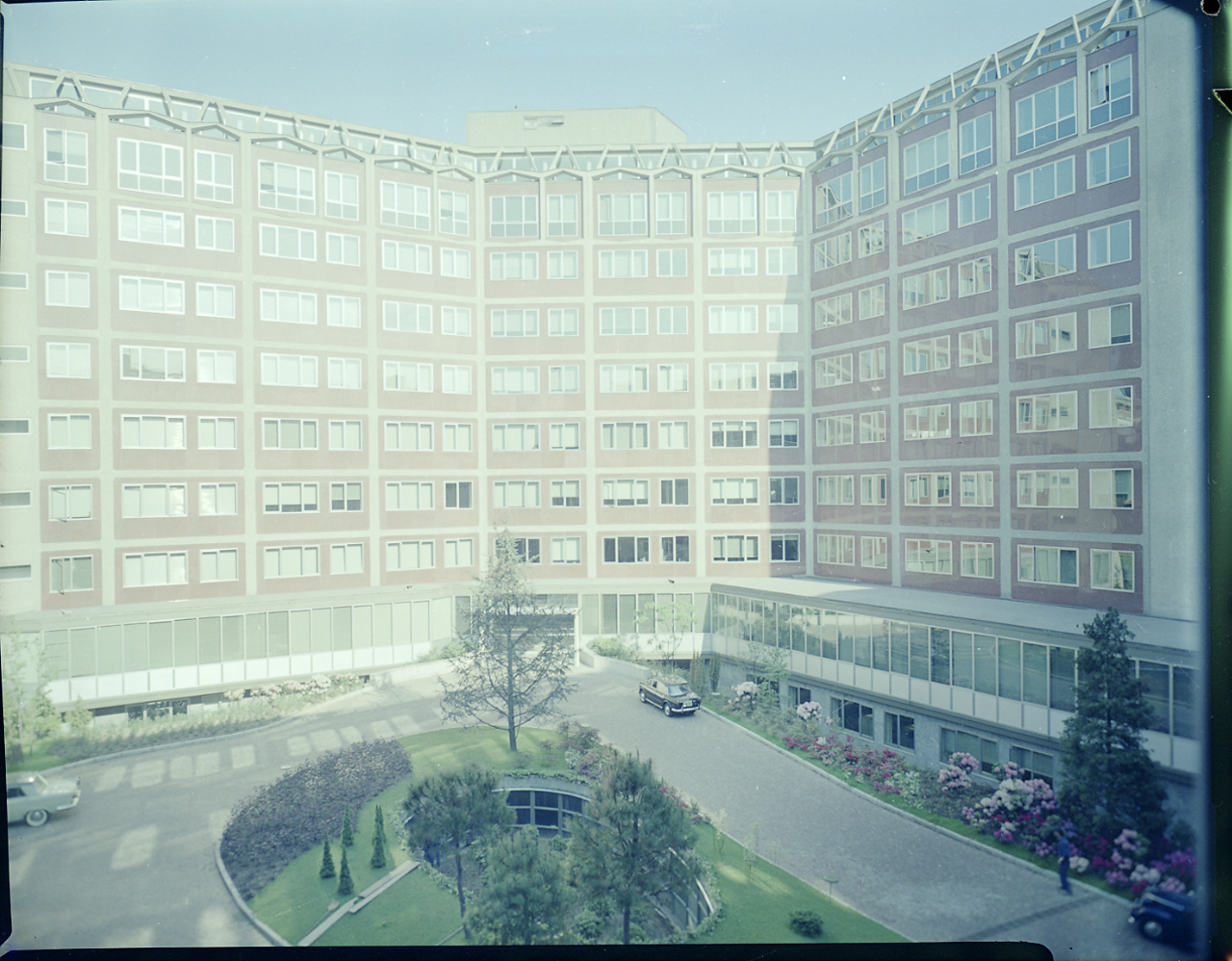
RAS, Corso Italia 23, Mailand. Photo von Paolo Monti, 1962.

Das Unternehmen wurde am 9. Mai 1838 als Riunione Adriatica di Sicurtà in Triest gegründet. Im Jahre 1947 wurde der Sitz von Triest nach Mailand verlagert. In den 1980er Jahren gehörten 81 Unternehmen zur RAS-Holding.
Der Nettogewinn der RAS-Holding lag bei 607 Mio. Euro im Jahre 2004 und bei 657 Mio. Euro 2005.
Die Allianz SE hatte sich schon in den achtziger Jahren an der RAS-Holding beteiligt. Im Jahre 2005 wurde eine Mehrheit von 55 Prozent übernommen. Im Oktober 2005 hat die Allianz SE ein Übernahmeangebot für die restlichen 45 Prozent unterbreitet und die RAS Holding damit komplett übernommen. Im Oktober 2006 wurde die Verschmelzung mit der deutschen Allianz AG zur Allianz SE vollzogen. Im selben Monat, genauer am 16. Oktober 2006, wurde auch die Börsennotierung der RAS Holding eingestellt. Zuvor war das Unternehmen an der Italienischen Börse notiert.
Im Rahmen einer Umstrukturierung wurden von der Allianz am 1. Oktober 2007 die Sparten 
Allianz Subalpina, LLoyd Adriatico die RAS verschmolzen und die neue Allianz SpA entwickelt.
Das Beitragsaufkommen 2007 betrug 5.213 Mio. Euro für Sachversicherungen und 9.346 Mio. Euro für Lebensversicherungen und das Netto-Ergebnis 1.308 Mio. Euro.